# Jorne Carolus
Jorne Carolus (Hasselt, 22 februari 1992) is een Belgisch voormalig (baan)wielrenner.

## Carrière
Carolus reed van 2012 tot 2013 voor de opleidingsploeg van Lotto-Belisol, in 2013 werd hij stagiair bij dezelfde ploeg. In 2014 reed hij opnieuw voor de opleidingsploeg. Hij werd Belgisch kampioen op de weg voor beloften en werd in verschillende onderdelen op de baan Belgisch kampioen.

## Erelijst

### Baan
| Jaar     | BK                                                         | EK       | WK       | Overige  |
| Junioren | Junioren                                                   | Junioren | Junioren | Junioren |
| -------- | ---------------------------------------------------------- | -------- | -------- | -------- |
| 2009     | Ploegenachtervolging · Ploegensprint · Ploegkoers · Sprint |          |          |          |
| 2010     | Ploegenachtervolging · Ploegkoers · Ploegensprint          |          |          |          |

### Weg
2011
- Zonnegem
- Brussel-Zepperen

2012
- Hasselt Rapertingen
- Belgisch kampioenschap op de weg beloften

2013
- Rotselaar
- 1e en 3e etappe Ronde van de Provincie Oost-Vlaanderen

2014
- Rummen-Geetbets IC 2 - GP Georges Lassaut

Bak · Bellemakers · Bille · Bulgaç · Cordeel · De Clercq · De Greef · Debusschere · Dehaes · Dockx · Greipel · Hansen · Henderson · Kaisen · Meersman · Neyens · Reynés · Robert · Roelandts · Sieberg · Van der Sande · Van De Walle · D. Vanendert · J. Vanendert · van Leijen · Vangenechten · Wellens · Van den Broeck · Willems · Broeckx (stagiair) · Carolus (stagiair) 